# I zonder punt

Ongepunte en gepunte I, in kapitaal en onderkast.

De İ en de ı zijn letters uit het Turks alfabet, een afgeleide van het Latijns alfabet. Het zijn varianten op de letter I, één met punt (zowel in kapitaal als onderkast), en één zonder.
I ı wordt gebruikt om de ongeronde gesloten achterklinker (/ɯ/, zoals de "e" in "me") mee aan te duiden.
İ i staat voor de ook in het Nederlandse gebruikte ongeronde gesloten voorklinker (/i/. zoals de "ie" in "niet").

## Voorbeelden
- İstanbul, /isˈtambul/? wordt in het Turks met een punt op de hoofdletter İ geschreven.
- Diyarbakır /dijaɾˈbakɯɾ/? (De eerste en laatste klinkers worden verschillend gespeld en uitgesproken)

## Gevolgen voor ligaturen

Fi-ligatuur

In vele lettertypen valt in de ligaturen voor "fi" en "ffi" de tittel op de i weg doordat het puntgelijkende uiteinde van de onderkast f met de punt van de i samensmelt, deze ligatuur kan dan ook niet voor Turkse teksten gebruikt worden.

## Gebruik in de informatica
In Unicode heeft de onderkast puntloze i (ı) de code U+0131. De kapitale I met punt (İ) heeft de code U+0130. ISO-8859-9 kent ze de posities 0xDD en 0xFD toe.
De Nederlandse Wikipediasoftware vertaalt ze automatisch naar respectievelijk i en I. Er was nogal wat software die problemen had met het gebruik van de puntloze letters; Windows heeft vanaf Vista ondersteuning hiervoor. Qua sortering komt in het Turkse alfabet de puntloze ı vóór de gepunte (i).

## De puntloze ı in andere talen
Het Azerbeidzjaans is in 1991 overgegaan op een variant van het Latijns alfabet, en gebruikt eveneens de ı voor eenzelfde klank. Ook enkele andere Turkse talen maken gebruik van dezelfde letter, zoals het de latijnse versies van het Tataars, het Krim-Tataars en het Kazachs.